# Stratégie du bras de fer

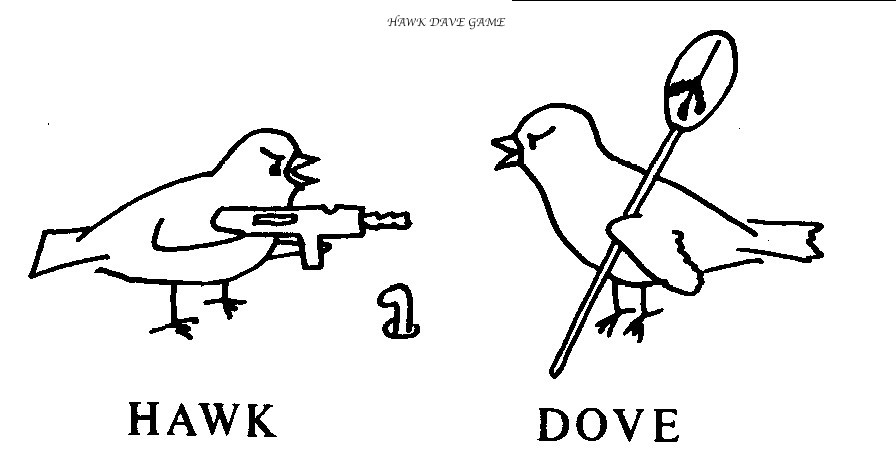
Jeu du poulet, autrement stratégie du bras de fer.

Le jeu du poulet (de l'anglais chicken game) ou le bras de fer (selon la terminologie officielle en France), également connu sous le nom de jeu du faucon et de la colombe ou jeu de la « neige soufflée » , est un modèle de conflit entre deux acteurs, en théorie des jeux. Le principe du jeu est que s'il est avantageux pour l'un des deux joueurs qu'un joueur cède, le choix optimal de l'autre joueur dépend de ce que fait son adversaire : si l'adversaire cède, il ne devrait pas le faire, mais si au contraire l'adversaire ne cède pas, le joueur devrait céder.
Le nom de « poulet » trouve son origine dans un jeu dans lequel deux pilotes se rapprochent l'un de l'autre sur une trajectoire de collision : l'un au moins doit s'écarter, sinon les deux peuvent mourir dans l'accident, mais si l'un des pilotes fait un écart et l'autre pas, celui qui s'est écarté est alors appelé « poulet » (en anglais : chicken), mot d'argot signifiant « lâche » ou « froussard » (à l'image du terme français « poule mouillée ») ; cette terminologie est la plus répandue en sciences politiques et en économie. Le nom « faucon-colombe » fait référence à une situation dans laquelle il existe une compétition pour une ressource partagée et où les candidats peuvent choisir soit la conciliation, soit un conflit ; cette autre terminologie est le plus couramment utilisée en biologie et en théorie des jeux évolutive, ainsi qu'en géopolitique. Du point de vue de la théorie des jeux, les termes « poulet » et « colombe » sont identiques ; les différents noms découlent du développement parallèle des principes de base dans différents domaines de recherche. Le jeu a également été utilisé pour décrire la destruction mutuelle assurée de la guerre nucléaire, en particulier le genre de comportement mené durant la crise des missiles de Cuba.

## Versions populaires
Le jeu du poulet (ou du bras de fer) représente deux pilotes, tous deux dirigés vers un pont à voie unique dans des directions opposées. Le premier à s'éloigner cède le pont à l'autre. Si aucun joueur ne dévie, il en résulte une impasse coûteuse au milieu du pont ou une collision frontale potentiellement fatale selon la vitesse. Il est présumé que la meilleure chose à faire pour chaque pilote est de rester droit pendant que l’autre dévie (puisque l’autre est le « poulet » alors qu’un accident est évité). Un accident est supposé être le pire résultat pour les deux joueurs. Cela crée une situation où chaque joueur, en essayant d'obtenir le meilleur résultat possible, risque le pire.

Le jeu du poulet est également utilisé comme une métaphore pour une situation dans laquelle deux parties se livrent à une confrontation sans rien gagner, et seule la fierté les empêche de reculer. Bertrand Russell a comparé le jeu de poulet à la stratégie du bord de l'abîme : 
Depuis que l'impasse nucléaire est devenue évidente, les gouvernements de l'Est et de l'Ouest ont adopté la politique que M. Dulles appelle le « brinkmanship ». C’est une politique adaptée d’un sport qui, me dit-on, est pratiqué par de jeunes dégénérés. Ce sport s'appelle « Poulet ! ». Cela se joue en choisissant une longue route rectiligne avec une ligne blanche au milieu et en démarrant deux voitures très rapides l'une vers l'autre par des extrémités opposées. Chaque voiture est censée garder les roues d’un côté de la ligne blanche. À mesure qu'ils se rapprochent, la destruction mutuelle devient de plus en plus imminente. Si l'un d'eux dévie de la ligne blanche avant l'autre, l'autre, au passage, crie « Poulet ! » Et celui qui a fait un écart devient un objet de mépris. Tel que joué par des garçons irresponsables, ce jeu est considéré comme décadent et immoral, même si seule la vie des joueurs est en jeu. Mais lorsque le jeu est joué par d'éminents hommes d'État, qui risquent non seulement leur vie, mais aussi celle de centaines de millions d'êtres humains, on pense que les hommes d'État affichent d'un côté un degré élevé de sagesse et de courage. et seuls les hommes d'État de l'autre côté sont répréhensibles. Ceci, bien sûr, est absurde. Les deux sont à blâmer pour avoir joué à un jeu aussi incroyablement dangereux. Le jeu peut être joué sans malchance à quelques reprises, mais tôt ou tard, on sentira que la perte de la face est plus terrible que l’annihilation nucléaire. Le moment viendra où aucune des deux parties ne pourra faire face au cri dérisoire de "Poulet!" depuis l'autre côté. Lorsque ce moment sera venu, les hommes d'État des deux côtés plongeront le monde dans la destruction. 
Cette stratégie implique l'introduction d'un élément de risque incontrôlable : même si tous les joueurs agissent de manière rationnelle face au risque, des événements incontrôlables peuvent néanmoins déclencher le résultat catastrophique. Dans la scène « Chickie Run » du film Rebel Without a Cause, cela se produit lorsque Buzz ne peut s'échapper de la voiture et meurt dans l'accident. Le scénario opposé se produit à Footloose où Ren McCormack est coincé dans son tracteur et gagne donc le jeu car ils ne peuvent pas jouer au « poulet ». La formulation de base de Chicken, basée sur la théorie des jeux, ne comporte aucun élément de risque variable, potentiellement catastrophique, mais consiste également à contracter une situation dynamique en une interaction unique.
La version faucon–colombe du jeu imagine deux joueurs (animaux) en conflit avec une ressource indivisible qui peut choisir entre deux stratégies, l’une plus rapide que l’autre. Ils peuvent utiliser les affichages de menace (jouer à Dove) ou s’attaquer physiquement (jouer à Hawk). Si les deux joueurs choisissent la stratégie Hawk, ils se battent jusqu'à ce que l'un d'eux soit blessé et que l'autre gagne. Si un seul joueur choisit Hawk, celui-ci défait le joueur Dove. Si les deux joueurs jouent à Dove, il y a égalité et chaque joueur reçoit un gain inférieur au profit d'un faucon qui vainc une colombe.